# ساردنی ۵۳۲۵۲
سیارک ۵۳۲۵۲ (به انگلیسی: 53252 Sardegna، نامگذاری:1999EY4) پنجاه و سه هزار و دویست و پنجاه و دومین سیارک کشف شده‌است که در ۱۳ مارس ۱۹۹۹ کشف شد.